# Magadino
Magadino är huvudorten i kommunen Gambarogno i kantonen Ticino, Schweiz. Magadino ligger vid sjön Lago Maggiore.
Magadino var tidigare en egen kommun, men den 25 april 2010 bildades den nya kommunen Gambarogno genom en sammanslagning av Magadino och åtta andra kommuner. 
I den tidigare kommunen finns byarna Magadino och Quartino.